# ニコール・サリヴァン
ニコール・サリヴァン（Nicole Sullivan）は、カリフォルニア州在住のWebデベロッパー。米Yahoo!にてパフォーマンスエンジニア、及びインターナショナルエバンジェリストとしてプロジェクトマネージメントやYahoo!製品の最適化などを担当している。
世界中のワークショップやカンファレンスなどにスピーカーとして参加しており、一部をYUI Theaterで見ることができる。
また画像最適化ツールであるSmush.it™の作者の一人としても知られている。

## Webサイト
- Stubbornella
- Smush.it™

## ビデオ
- High Performance Websites: Nicole Sullivan
- Nicole Sullivan: "Design Fast Websites (Don’t Blame the Rounded Corners)"

## プレゼンテーションスライド
- The Fast And The Fabulous
- What is Object Oriented CSS?
- Object Oriented CSS
- Pourquoi la performance?
- Design Fast Websites
- 7 Habits of Exceptional Performance
- Image Optimization Lightning Talk - Ajax Experience
- After YSlow "A"